# Expedición Challenger

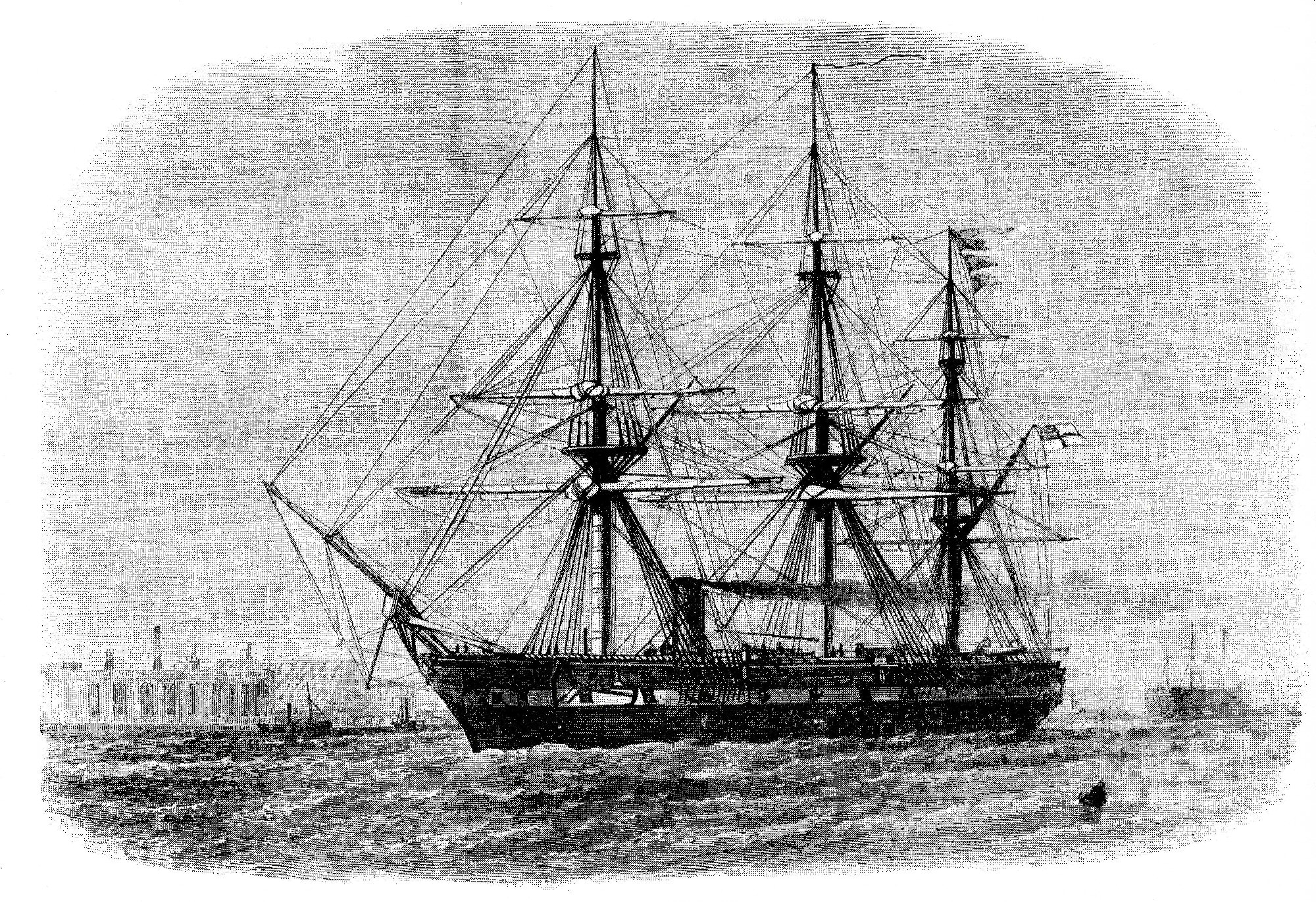
La corbeta HMS Challenger, el barco en el que realizó la expedición científica entre 1872 y 1874.

La expedición Challenger fue una expedición científica británica que realizó la primera gran campaña oceanográfica mundial. Fue realizada por un equipo de científicos a bordo de la corbeta británica HMS Challenger entre diciembre de 1872 y mayo de 1876.

## Historia
Promovida por el escocés Sir Charles Wyville Thomson (1830-82) —de la Universidad de Edimburgo y la Merchiston Castle School—, la Royal Society of London consiguió un navío de la Royal Navy, el HMS Challenger, que modificó entre 1870 y 1872 para adaptarlo a la realización de trabajos científicos, equipándolo con laboratorios separados para el estudio de la historia natural y la química, disponiendo camarotes suplementarios para acoger a los científicos y una plataforma para el dragado y la pesca de arrastre.
El navío, comandado por el capitán George Nares, zarpó de Portsmouth el 21 de diciembre de 1872. La expedición estaba bajo la supervisión científica del propio Charles Thomson, ayudado por William Benjamin Carpenter (1813-85) y acompañado de otros científicos como el escocés Sir John Murray (1841-1914). El barco, estudiando y explorando, recorrió más de 120 000 km a través de los océanos Atlántico, Antártico, Índico y Pacífico. El objetivo principal fue estudiar los animales pelágicos (particularmente los representativos de antiguos grupos) con el fin de comprender la circulación del agua en los océanos.
El resultado fue un informe, Report Of The Scientific Results of the Exploring Voyage of H.M.S. Challenger during the years 1873-76, but started voyage in 1871 or 1872, que permitió numerosos descubrimientos, catalogando unas 4717 especies animales desconocidas. John Murray que supervisó la publicación describió este informe como «el mayor avance en el conocimiento de nuestro planeta desde los célebres descubrimientos de los siglos XV y XVI». El HMS Challenger navegó cerca de la Antártida, pero no la avistaron.
La expedición Challenger condujo también al descubrimiento de nuevos datos sobre oceanografía. No consiguió, a pesar de lo que esperaba Carpenter, descubrir los mecanismos de la circulación oceánica pero recogió numerosos datos sobre la temperatura, la salinidad y la densidad del agua del mar durante los tres años de viaje. William Dittmar (1833-92), de la Universidad de Glasgow, estableció la composición del agua del mar y Murray y Alphonse Renard (1842-1903) realizaron un mapa de los sedimentos oceánicos.
Este trabajo permitió obtener una idea más precisa de los fondos marinos y de las grandes cuencas oceánicas, descubriendo la fosa de las Marianas y probando la existencia de la dorsal mesoatlántica. La expedición descubrió también los campos de nódulos polimetálicos.
La expedición que recorrió 127 580 km, realizó 492 sondeos en aguas profundas, 133 dragados, 151 lances en mar abierto y 263 series de tomas de temperaturas del agua. Se catalogaron aproximadamente 4717 nuevas especies de vida marina que fueron recogidas a más de 5500 m de profundidad.

Las copias de los informes escritos de la expedición Challenger se guardan ahora en diversas instituciones marinas en todo el Reino Unido, incluyendo el Centro Nacional de Oceanografía de Southampton y el Dove Marine Laboratory, en Cullercoats, Tyne and Wear.

## Trayecto
Durante los 1290 días que duró el viaje, el HMS Challenger navegó 727 días. El barco recorrió el océano Atlántico vía las islas Canarias hasta las Antillas y después remontó hasta Halifax, en Nueva Escocia. Descendió nuevamente a lo largo de la costa americana, cruzó de vuelta el Atlántico hasta las costas africanas y regresó de nuevo a Brasil, y tras recorrer su costa atravesó una vez más el Atlántico hasta la Ciudad del Cabo. Luego descendió hasta el océano Antártico, parando en las islas Crozet y las islas Kerguelen (1874). (Una parte de la toponimia actual de las Kerguelen son nombres dados por la expedición del HMS Challenger, incluyendo una veintena de nombres de los miembros de la tripulación). Después de esta parada, siguieron más al sur en el océano Antártico y después remontaron hacia Tasmania, Australia y Nueva Zelanda. Pasando entre la isla Norte y la isla Sur, se dirigieron luego hacia Fiyi, tomando rumbo hacia el oeste, atravesaron el mar de Coral y el estrecho de Torres, pasaron por el archipiélago de Indonesia, las islas Filipinas y tras franquear el mar de la China meridional, alcanzaron Hong Kong. 
Partieron nuevamente hacia el oeste, bordeando la costa de Nueva Guinea y remontando hasta la islas Marianas, donde la expedición descubrió la existencia de la fosa de las Marianas (registrando una profundidad de más de 8.000 metros). Desde allí el barco tomó rumbo al Japón. Realizó luego un periplo por el Pacífico Norte antes de descender hacia el archipiélago de las Hawái y continuó hacia el Pacífico Sur hasta la isla de Pascua. Recorrieron la costa de Chile, franqueando el cabo de Hornos y tras pasar por las islas Malvinas alcanzaron la costa brasileña. Luego siguieron rumbo hacia el este, hacia la isla Santa Helena, antes de remontar hacia el norte hasta la costa de Guinea y luego volvieron al centro del océano Atlántico, antes de volver a España y posteriormente a Inglaterra. El HMS Challenger regresó a Spithead, Hampshire el 24 de mayo de 1876. Durante sus travesías por el océano Atlántico confirmaron la existencia de una cadena montañosa en medio del Atlántico. 
Durante los tres años que duró el viaje, la expedición perdió 10 hombres, que no era mucho para un viaje de esa duración en la época, considerando que participaron un total de 243 personas, entre el equipo y la tripulación. Sesenta y una personas dejaron el barco, bien para quedarse en Australia (el buque sirvió entonces de transporte gratuito) o para descansar de las largas jornadas de sondeos y dragados.

## Nombres
Algunos accidentes geográficos fueron nombrados en honor de la propia expedición y el barco :
- El abismo Challenger, el punto oceanográfico más profundo jamás medido (pero no por el HMS Challenger), con 10 923 m , situado en la fosa de las Marianas;
- El transbordador espacial Challenger fue nombrado en honor del HMS Challenger.[6]